# Классическая борьба на летней Спартакиаде народов СССР 1956
Соревнования по классической борьбе в рамках I летней Спартакиады народов СССР проходили в Москве с 12 по 16 августа 1956 года. Одновременно турнир имел статус 25-го Чемпионата СССР по классической борьбе. В соревнованиях участвовало 199 борцов (из них 59 мастеров спорта, среди них 17 чемпионов Советского Союза). Впервые в истории в розыгрыше командного первенства страны приняли участие команды всех союзных республик. Все 18 команд-участниц впервые выступили в полных составах.

## Медалисты
| Весовая категория         | Золото                                    | Серебро                                     | Бронза                                     |
| ------------------------- | ----------------------------------------- | ------------------------------------------- | ------------------------------------------ |
| До 52 кг Наилегчайший вес | Валентин Широков Вооружённые Силы (Львов) | Анатолий Бардыбахин «Динамо» (Москва)       | А. Щипачев «Трудовые резервы» (Ленинград)  |
| До 57 кг Легчайший вес    | Олег Караваев «Буревестник» (Минск)       | Константин Вырупаев «Буревестник» (Иркутск) | Годерази Читашвили «Буревестник» (Тбилиси) |
| До 62 кг Полулёгкий вес   | Роман Дзнеладзе «Динамо» (Тбилиси)        | Ю. Желыгин «Зенит» (Ленинград)              | Яков Пункин «Металлург» (Украинская ССР)   |
| До 67 кг Лёгкий вес       | Хельмут Пуур «Калев» (Таллин)             | Виктор Васин «Динамо» (Киев)                | Владимир Росин Вооружённые Силы (Москва)   |
| До 73 кг Полусредний вес  | Григорий Гамарник «Динамо» (Киев)         | Владимир Манеев «Буревестник» (Волгоград)   | Юрий Зеленин «Динамо» (Ташкент)            |
| До 79 кг Средний вес      | Виктор Реков Вооружённые Силы (Москва)    | Гиви Картозия «Буревестник» (Тбилиси)       | Николай Чучалов Вооружённые Силы (Минск)   |
| До 87 кг Полутяжёлый вес  | Аркадий Ткачёв «Водник» (Астрахань)       | Алексей Ванин Вооружённые Силы (Москва)     | Ростом Абашидзе «Буревестник» (Тбилиси)    |
| Свыше 87 кг Тяжёлый вес   | Йоханнес Коткас «Динамо» (Таллин)         | Иван Богдан Вооружённые Силы (Киев)         | Анатолий Парфёнов «Динамо» (Москва)        |

## Командный зачёт
| Команда         | Золото | Серебро | Бронза | Всего |
| --------------- | ------ | ------- | ------ | ----- |
| Украинская ССР  | 2      | 2       | 1      | 5     |
| РСФСР           | 2      | 2       |        | 4     |
| Эстонская ССР   | 2      |         |        | 2     |
| Грузинская ССР  | 1      | 1       | 2      | 4     |
| Белорусская ССР | 1      |         | 1      | 2     |
| Москва          |        | 2       | 2      | 4     |
| Ленинград       |        | 1       | 1      | 2     |
| Узбекская ССР   |        |         | 1      | 1     |